# Aleksandr Gripich
Aleksandr Gripich (né le 21 septembre 1986 à Krasnodar) est un athlète russe, spécialiste du saut à la perche. Il fait partie de l'armée de terre russe.

## Palmarès
| Date | Compétition                          | Lieu        | Résultat | Marque |
| ---- | ------------------------------------ | ----------- | -------- | ------ |
| 2003 | Fest. olympique de la jeunesse euro. | Paris       | 1er      | 4,95 m |
| 2009 | Universiade                          | Belgrade    | 1er      | 5,60 m |
| 2009 | Championnats du monde                | Berlin      | 5e       | 5,75 m |
| 2011 | Championnats d'Europe par équipes    | Stockholm   | 3e       | 5,60 m |
| 2011 | Universiade                          | Shenzhen    | 2e       | 5,75 m |
| 2013 | Universiade                          | Kazan       | 5e       | 5,40 m |
| 2014 | Championnats d'Europe par équipes    | Brunswick   | 2e       | 5,62 m |
| 2014 | Championnats d'Europe                | Zurich      | 5e       | 5,65 m |
| 2015 | Championnats d'Europe en salle       | Prague      | 2e       | 5,85 m |
| 2015 | Championnats d'Europe par équipes    | Tcheboksary | 5e       | 5,45 m |

### Records
| Épreuve          | Performance | Lieu            | Date                      |
| ---------------- | ----------- | --------------- | ------------------------- |
| Saut à la perche | 5,75 m      | Berlin Shenzhen | 22 août 2009 20 août 2011 |

| Épreuve          | Performance | Lieu   | Date        |
| ---------------- | ----------- | ------ | ----------- |
| Saut à la perche | 5,85 m      | Prague | 7 mars 2015 |